# 5150 Fellini
5150 Fellini è un asteroide della fascia principale interna. Scoperto nel 1960, presenta un'orbita caratterizzata da un semiasse maggiore pari a 2,478345 UA e da un'eccentricità di 0,103360, inclinata di 6,661001° rispetto all'eclittica. Ha un diametro di 5,401 km, un periodo di rotazione di 5,1953 ore e un'albedo di 0,419.
È dedicato a Federico Fellini, regista italiano.